# T-122 Sakarya

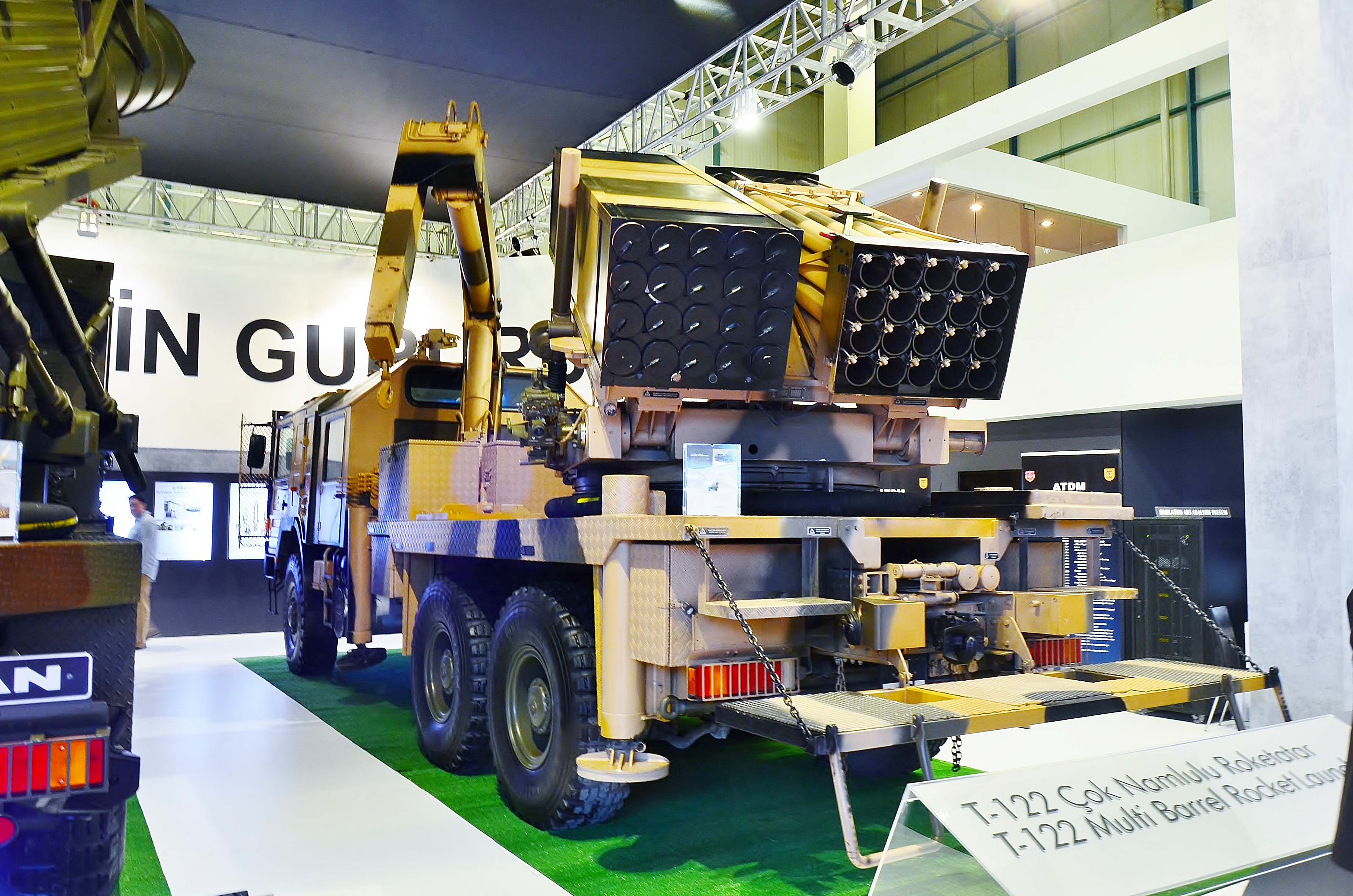
Ein T-122-Sakarya-Startfahrzeug auf der Rüstungsmesse IDEF 2015

Der T-122 Sakarya ist ein Mehrfachraketenwerfersystem der Türkei, produziert wird er von dem Rüstungskonzern Roketsan.

## Beschreibung
Der Raketenwerfer wurde 1997 in den Dienst gestellt. Das Gesamtgewicht des Systems beträgt 22 Tonnen. Die Raketen für das System werden entwickelt und produziert von MKEK und Roketsan, so kann der T-122 Raketen mit Streumunition oder Granaten im Kaliber 122,4 mm verschießen. Die maximale Reichweite beträgt 40 Kilometer.
Die Raketen können im Einzelmodus oder in Salve verschossen werden, ein 80-sekündiger Beschuss genügt, um eine Fläche von 500 m × 500 m abzudecken.

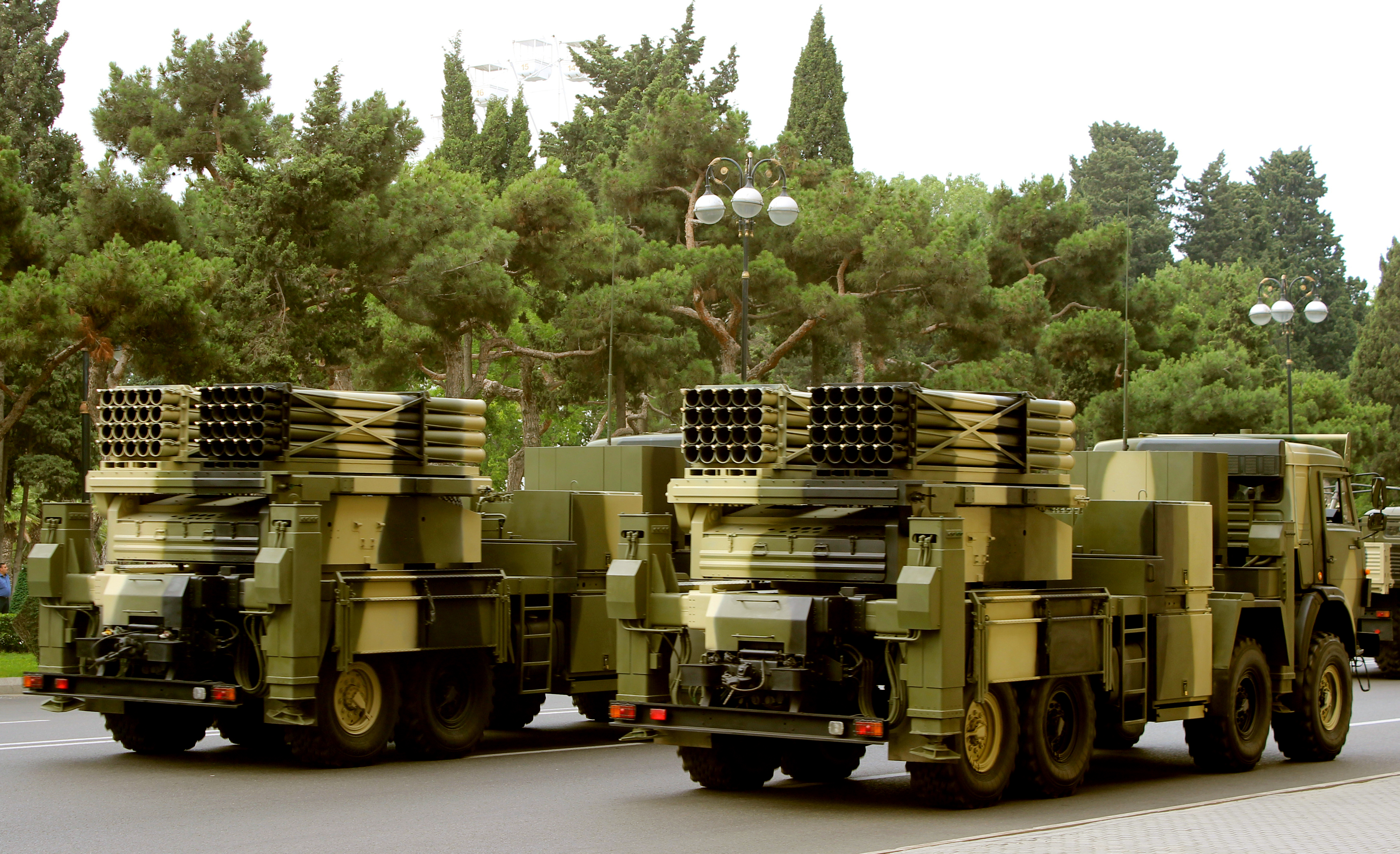
Aserbaidschanische T-122 Sakarya während einer Parade im Jahr 2013

Das System ist auf einem geländegängigen MAN-Lkw mit der Antriebsformel 6×6 montiert. Das Fahrzeug erreicht eine Höchstgeschwindigkeit von 75 km/h und hat eine Reichweite von 970 Kilometern. Als Sekundärbewaffnung steht ein 12,7-mm-Maschinengewehr zur Verfügung. Außerdem ist es möglich, ein anderes Lkw-Modell als Basisfahrzeug zu nutzen. So verwenden die Streitkräfte Aserbaidschans den KamAZ-6350 mit der Antriebsformel 8×8.
Die Treffgenauigkeit wird dank GPS mit zehn Metern angegeben. Innerhalb der NATO besitzt das System die Bezeichnungsnummer: 1055 27 004 6756. Das türkische Heer besitzt derzeit 130 Raketenwerfer dieses Types (Stand: Dezember 2019).
Im Januar 2017 soll sich mindestens ein T-122 auf syrischem Hoheitsgebiet, im Rahmen Operation Schutzschild Euphrat nahe der Stadt Al-Bab aufgehalten haben. Im Juni 2020 wurde ein T-122 in der libyschen Stadt Tarhuna gesichtet.

## Einsätze
- Syrisch-Türkischer Konflikt 2012
- Operation Schutzschild Euphrat